# Pasoš Republike Kosovo
Pasoš Republike Kosovo (alb. Pasaporta e Kosovës) je putna isprava koja se izdaje građanima jednostrano proglašene i sporne Republike Kosovo. Isprava olakšava putovanja u inostranstvo a takođe služi kao dokaz o državljanstvu. Izdavanje pasoša je isključiva povlastica Ministarstva unutrašnjih poslova, s izuzetkom diplomatskih pasoša koje izdaje Ministarstvo inostranih poslova Republike Kosovo. Kosovski pasoš ispunjava sve, od strane Organizacije međunarodnog civilnog vazduhoplovstva (ICAO), preporučene standarde za kompjuterski čitljive pasoše (kao što su veličina, tehnologija, bezbednost, raspored, itd.), ali kod zemlje/državljanstva RKS nije u okviru ISO 3166 i dakle nije sertifikovan od ICAO. Izgled pasoša je obelodanjen 14. marta 2008. Prvi pasoši izdati su 30. jula 2008. i sa 20. majom 2009, izdato je 300.000 pasoša. Vlada Republike Kosovo je najavila da će biometrijske pasoše, saglasne međunarodnim standardima, izdati 2010. godine.
Novi dizajn pasoša je tamno plave boje, sa grbom Republike Kosovo u sredini prednjih korica. Reč "Pasoš" je ispisana na koricama isprave na albanskom, srpskom i engleskom. Svi značajne informacije o identitetu nosioca su takođe odštampane na ovim jezicima. Za građane, koji su 18 ili više godina stari, pasoš važi 10 godina od datuma izdavanja.
Pre uvođenja novi nacionalnih pasoša, izdavane su putne isprave od strane administracije Ujedinjenih nacija sa vremenom važenja od maksimalno 2 godine. Te putne isprave, iako se više ne izdaju, ostaju u važnosti do njihovog datuma isteka.

## Vrste
Postoje četiri vrste pasoša: Uobičajeni, Zvanični, Diplomatski i Putna isprava. Neophodna je prijava u visini €25.

### Uobičajeni
- Tamno plave korice
- Izdavan svim građanima Kosova sa maksimumom vremena važenja od 10 godina koji olakšava privatna putovanja u inostranstvo.[8]

### Zvanični
- Korice kestenjaste boje
- Izdavan političkom osoblju u okviru Vlade kao i njihovim članovima porodice sa maksimumom vremena važenja od 5 godina.[8]

### Diplomatski
- Crne korice
- Izdavana Predsedniku republike, Premijeru, članovima Vlade, Predsedniku Ustavnog suda, Predsedniku Vrhovnog suda, ambasadorima kao i ostalom diplomatskom osoblju u ambasadama i konzulatima širom sveta, Ombudsmanu, članovima državnih delegacija po potrebi, Vladinim zvaničnicima postavljenim za predstavnike u različitim međunarodnim organizacijama, diplomatskim kuririma propisano po zakonu, i osobama od interesa propisano po zakonu sa maksimumom vremena važenja od 5 godina.[8]

### Putna isprava
- Svetlo plave korice
- Izdat građanima Kosova ako je originalni pasoš izgubljen ili ukraden, i/ili istekao. Takođe može biti izdat za grupna putovanja za ne manje od 5 osoba a ne manje od 50 osoba. Putna isprava ima maksimum vremena važenja od 5 godina.[8]

## Strana sa informacijama o identitetu
Strana nosioca pasoša sadrži sledeće informacije:
- Vrsta [P]
- Kod [Kod zemlje: RKS]
- Broj pasoša
- Prezime(na)
- Ime(na)
- Mesto rođenja
- Datum rođenja
- Državljanstvo [Kosovar]
- Pol
- Visina
- Boja očiju
- Ovlašćeni izdavač
- Lični broj
- Datum izdavanja/isteka

Osim slike lica nosioca, otisak prsta i potpis nosioca se takođe nalaze na strani 3.

## Priznanje
Jednostrana deklaracija o nezavisnosti Kosova nije univerzalno priznata. Stoga, neke zemlje ne prihvataju pasoš izdat od strane Vlade Republike Kosovo.

### Nezavisnost
Zaključno sa septembrom 2011. godine 81 zemlja članica UN je zvanično priznalo Kosovo. Kao takve ove zemlje implicitno priznaju pasoš Kosova kao validnu putnu ispravu, osim ako nije navedeno drugačije.
- Avganistan[9]
- Albanija[10]
- Australija[11]
- Austrija[12]
- Bahrein[13]
- Belgija[14]
- Belize[15]
- Bugarska[16]
- Burkina Faso[17]
- Kanada[18]
- Kolumbija[19]
- Komori[20]
- Kosta Rika
- Hrvatska
- Češka[21]
- Danska[22]
- Džibuti[23]
- Dominikanska Republika[24]
- Estonija[25]
- Mikronezija[26]
- Finska[27]
- Francuska[28]
- Gambija[29]
- Nemačka[30]
- Mađarska[31]
- Island[32]
- Irska[33]
- Italija[34]
- Japan[35]
- Jordan[36]
- Letonija[37]
- Liberija
- Lihtenštajn[38]
- Litvanija[39]
- Luksemburg[40]
- Makedonija[41]
- Malavi[42]
- Malezija[43]
- Maldivi[44]
- Malta[45]
- Maršalska Ostrva[46]
- Mauritanija[47]
- Monako[48]
- Crna Gora[49]
- Nauru[50]
- Holandija[51]
- Novi Zeland[52]
- Norveška[53]
- Palau[54]
- Panama
- Перу[55]
- Poljska[56]
- Portugal[57]
- Samoa[58]
- San Marino
- Saudijska Arabija[59]
- Senegal[60]
- Sijera Leone[61]
- Slovenija[62]
- Somalija[63]
- Južna Koreja[64]
- Svazilend[65]
- Švedska[66]
- Švajcarska[67]
- Turska[68]
- Ujedinjeni Arapski Emirati[69]
- Velika Britanija[70]
- SAD[71]
- Vanuatu

### Samo pasoši
Dodatno, neke zemlje su priznale pasoš Kosova kao putnu ispravu a da nisu priznale Kosovo kao državu. Ovde je situacija slična kao za pasoš Republike Kine, koji mnoge zemlje rutinski obrađuju, iako ne priznaju Republiku Kinu.
Sledeće zemlje su zvanično izjavile da prihvataju pasoš Kosova kao važeću putnu ispravu, iako ne priznaju Kosovo kao nezavisnu zemlju:
- Bosna i Hercegovina[72]
- Grčka[73]
- Haiti[74]
- Slovačka

Takođe postoji nekoliko zemalja u koje su ljudi navodno putovali sa pasošom Kosova, mada gde to nije utvrđeno kao zvanična politika ili ustanovljena de fakto praksa ovo nije pokazatelj da se takva putovanja mogu ponoviti u budućnosti. Zemlje, za koje je izvešteno da su posećene na ovaj način, uključuju:
- Bahami[75]
- Kambodža[76]
- Španija[77]
- Kina[78]
- Kongo[79]
- Ekvador[80]
- Egipat[81]
- Gruzija[82]
- Irak[83]
- Izrael[84]
- Kuvajt[85]
- Liban[86]
- Maroko[87]
- Filipini[88]
- Južnoafrička Republika[89]
- Sudan[90]
- Tajland[91]
- Vijetnam[92]

### Srbija
Srbija više ne odbija ulazak osobama koje imaju pečate ulaska i izlaska graničnih vlasti Republike Kosovo ili vize u svojim pasošima. Preko ovih pečata i viza se jednostavno stavlja novi pečat, što može da stvori probleme da se dugoročne vize poništavaju. Međutim, Srbija smatra prelaske granice iz trećih zemalja u Republiku Kosovo nelegalnim tačkama ulaska. Nosioci pasoša Republike Kosovo ne mogu da uđu u Srbiju sa ovom ispravom.

### Posebni putni propisi
Oktobra 2008. Rumunija je usvojila propisi, po kojem se putnicima sa Kosova izdaje poseban dokument koji sadrži vizu.